# Mariano (football, 1986)
Pour les articles homonymes, voir Mariano.
Mariano Ferreira Filho, plus communément appelé Mariano, est un footballeur brésilien né le 23 juin 1986 à São João. Évoluant au poste d'arrière latéral droit, il joue actuellement pour l'Atlético Mineiro.

## Biographie

### Carrière au Brésil
Mariano commence sa carrière avec Guarani. Après y avoir été formé, il fait ses débuts avec l'équipe première en novembre 2004. Durant les quatre premiers mois de 2007, il joue à Ipatinga. En mai 2007, Tombense devient propriétaire de Mariano, qui est prêté successivement à Cruzeiro, à Ipatinga pour un court retour du joueur, à l'Atlético Mineiro d'où il se fait renvoyer, et enfin à Fluminense. 
Le 6 octobre 2008, le joueur est renvoyé de l'Atlético Mineiro avec deux autres joueurs du club, Calisto et Lenilson. En effet, la veille du match contre Palmeiras, ces trois joueurs désertent l'hôtel de São Paulo où dort l'équipe pour aller en soirée en ville, et ils rentrent à 5 heures du matin. 
En janvier 2009, Mariano est recruté par Fluminense. Il démarre très mal la saison, ses mauvaises performances suscitent de vives critiques et les supporters du club demandent son départ. Mais dans les derniers mois de l'année, avec l'arrivée en septembre de l'entraîneur Cuca, le joueur se met à enchaîner les très bonnes performances, tout comme le club, qui effectue une série de 10 victoires en championnat pour ainsi s'éloigner de la relégation. Le club est même finaliste de la Copa Sudamericana, remportée par LDU Quito.
Au début de l'année 2010, Mariano est convoité par le Toulouse FC, mais il choisit de rester à Fluminense. Le joueur signe ainsi un nouveau contrat de 4 ans, et le club achète la propriété du joueur à Tombense pour environ 200 000 euros. Durant l'année 2010, le latéral droit confirme ses bonnes performances, en s'imposant comme un titulaire indiscutable à son poste et il devient l'un des joueurs préférés des supporters, notamment grâce à sa vitesse.

### Bordeaux
Le 7 décembre 2011, Mariano est annoncé comme rejoignant les Girondins de Bordeaux pour une durée de 4 ans, et une indemnité de 3 millions d'euros. Le 1er janvier 2012, à l'ouverture du mercato,  il signe son contrat.
Le 14 janvier 2012, il joue son premier match avec le maillot des Girondins au Stade Chaban-Delmas face à Valenciennes (victoire 2-1), et commence la rencontre en tant que titulaire.

### Séville FC
Le 20 juillet, il signe un contrat de trois ans au Séville FC.

### Équipe nationale
Le 23 septembre 2010, Mariano est convoqué pour la première fois en équipe nationale du Brésil par le sélectionneur Mano Menezes pour les matchs amicaux d'octobre 2010 face à l'Iran et l'Ukraine, mais ne rentre pas en jeu.

## Palmarès

### En club
Avec le Fluminense FC
- Champion du Brésil en 2010

 Avec les Girondins de Bordeaux
- Vainqueur de la Coupe de France en 2013
- Finaliste du Trophée des Champions en 2013

 Avec le Séville FC
- Vainqueur de la Ligue Europa en 2016
- Finaliste de la Coupe d'Espagne en 2016
- Finaliste de la Supercoupe d'Espagne en 2016
- Finaliste de la Supercoupe de l'UEFA en 2015 et 2016

 Avec le Galatasaray SK
- Vainqueur du Championnat de Turquie en 2018 et 2019
- Vainqueur de la Coupe de Turquie en 2019

### Distinctions personnelles
- Élu meilleur latéral droit du championnat brésilien en 2010 avec Fluminense
- Membre de l'équipe de la Ligue Europa en 2016[5]

## Statistiques
Le tableau ci-dessous récapitule les statistiques de Mariano lors de sa carrière en club :
| Saison                | Club                    | Championnat           | Championnat | Championnat | Coupe(s) nationale(s) | Coupe(s) nationale(s) | Supercoupe | Supercoupe | Compétition(s) continentale(s) | Compétition(s) continentale(s) | Compétition(s) continentale(s) | Autres compétitions | Autres compétitions | Autres compétitions | Total | Total |
| Saison                | Club                    | Division              | M.          | B.          | M.                    | B.                    | M.         | B.         | Comp.                          | M.                             | B.                             | Comp.               | M.                  | B.                  | M.    | B.    |
| 2004                  | Guarani FC              | Série A               | 3           | 0           | -                     | -                     | -          | -          | -                              | -                              | -                              | -                   | -                   | -                   | 3     | 0     |
| 2005                  | Guarani FC              | Série B               | 20          | 1           | 4                     | 0                     | -          | -          | -                              | -                              | -                              | Paulista            | 15                  | 0                   | 39    | 1     |
| 2006                  | Guarani FC              | Série B               | 26          | 0           | 4                     | 1                     | -          | -          | -                              | -                              | -                              | Paulista            | 16                  | 0                   | 46    | 1     |
| Sous-total            | Sous-total              | Sous-total            | 49          | 1           | 8                     | 1                     | -          | -          | -                              | 31                             | 0                              | -                   | -                   | -                   | 88    | 2     |
| 2007                  | Ipatinga FC             | Série B               | -           | -           | 8                     | 0                     | -          | -          | -                              | -                              | -                              | -                   | -                   | -                   | 8     | 0     |
| Sous-total            | Sous-total              | Sous-total            | -           | -           | 8                     | 0                     | -          | -          | -                              | -                              | -                              | -                   | -                   | -                   | 8     | 0     |
| 2007                  | Cruzeiro (prêt)         | Série A               | 18          | 0           | -                     | -                     | -          | -          | CS                             | 1                              | 0                              | -                   | -                   | -                   | 19    | 0     |
| Sous-total            | Sous-total              | Sous-total            | 18          | 0           | -                     | -                     | -          | -          | -                              | 1                              | 0                              | -                   | -                   | -                   | 19    | 0     |
| 2008                  | Ipatinga FC (prêt)      | Série A               | 6           | 0           | -                     | -                     | -          | -          | -                              | -                              | -                              | -                   | -                   | -                   | 6     | 0     |
| Sous-total            | Sous-total              | Sous-total            | 6           | 0           | -                     | -                     | -          | -          | -                              | 2                              | 0                              | -                   | -                   | -                   | 8     | 0     |
| 2008                  | Atlético Mineiro (prêt) | Série A               | 17          | 0           | -                     | -                     | -          | -          | CS                             | 2                              | 0                              | -                   | -                   | -                   | 19    | 0     |
| Sous-total            | Sous-total              | Sous-total            | 17          | 0           | -                     | -                     | -          | -          | -                              | 2                              | 0                              | -                   | -                   | -                   | 19    | 0     |
| 2009                  | Fluminense FC           | Série A               | 20          | 2           | 7                     | 0                     | -          | -          | CS                             | 8                              | 0                              | Carioca             | 13                  | 0                   | 48    | 2     |
| 2010                  | Fluminense FC           | Série A               | 34          | 3           | 6                     | 0                     | -          | -          | -                              | -                              | -                              | Carioca             | 16                  | 2                   | 56    | 5     |
| 2011                  | Fluminense FC           | Série A               | 36          | 1           | -                     | -                     | -          | -          | CL                             | 8                              | 0                              | Carioca             | 17                  | 1                   | 61    | 2     |
| Sous-total            | Sous-total              | Sous-total            | 90          | 6           | 13                    | 0                     | -          | -          | -                              | 16                             | 0                              | -                   | 46                  | 3                   | 165   | 9     |
| 2011-2012             | Girondins de Bordeaux   | Ligue 1               | 19          | 0           | 2                     | 0                     | -          | -          | -                              | -                              | -                              | -                   | -                   | -                   | 21    | 0     |
| 2012-2013             | Girondins de Bordeaux   | Ligue 1               | 32          | 1           | 5                     | 1                     | -          | -          | C3                             | 9                              | 0                              | -                   | -                   | -                   | 46    | 2     |
| 2013-2014             | Girondins de Bordeaux   | Ligue 1               | 38          | 0           | 2                     | 0                     | 1          | 0          | -                              | -                              | -                              | -                   | -                   | -                   | 41    | 0     |
| 2014-2015             | Girondins de Bordeaux   | Ligue 1               | 31          | 1           | 4                     | 1                     | -          | -          | -                              | -                              | -                              | -                   | -                   | -                   | 35    | 2     |
| Sous-total            | Sous-total              | Sous-total            | 120         | 0           | 13                    | 2                     | 1          | 0          | -                              | 9                              | 0                              | -                   | 1                   | 0                   | 144   | 2     |
| 2015-2016             | Séville FC              | Liga                  | 23          | 0           | 3                     | 0                     | -          | -          | C1+C3                          | 4+6                            | 0+1                            | SU                  | 1                   | 0                   | 37    | 1     |
| 2016-2017             | Séville FC              | Liga                  | 31          | 0           | 1                     | 0                     | 2          | 0          | C1                             | 8                              | 0                              | SU                  | 1                   | 0                   | 43    | 0     |
| Sous-total            | Sous-total              | Sous-total            | 54          | 0           | 4                     | 0                     | 2          | 0          | -                              | 18                             | 1                              | -                   | 4                   | 0                   | 82    | 1     |
| 2017-2018             | Galatasaray SK          | Süper Lig             | 26          | 2           | -                     | -                     | -          | -          | -                              | -                              | -                              | -                   | -                   | -                   | 26    | 2     |
| 2018-2019             | Galatasaray SK          | Süper Lig             | 30          | 0           | 2                     | 0                     | -          | -          | C1+C3                          | 3+2                            | 0+0                            | -                   | -                   | -                   | 37    | 0     |
| 2019-2020             | Galatasaray SK          | Süper Lig             | 2           | 0           | 4                     | 0                     | 1          | 0          | C1                             | -                              | -                              | -                   | -                   | -                   | 7     | 0     |
| Sous-total            | Sous-total              | Sous-total            | 58          | 2           | 6                     | 0                     | 1          | 0          | -                              | 5                              | 0                              | -                   | -                   | -                   | 70    | 2     |
| Total sur la carrière | Total sur la carrière   | Total sur la carrière | 363         | 9           | 52                    | 2                     | 5          | 0          | -                              | 53                             | 1                              | -                   | 82                  | 3                   | 555   | 15    |